# جائزة نساء الشجاعة الدولية
الجائزة الدولية للمرأة الشجاعة (بالإنجليزية: International Women of Courage Award)‏ هي جائزة أمريكية تقدم سنويا من قبل وزارة خارجية الولايات المتحدة للمرأة في جميع أنحاء العالم، اللواتي يظهرن القيادة والشجاعة والحيلة والاستعداد للتضحية من أجل الآخرين، وخاصة لترويج أفضل لحقوق المرأة.

## التاريخ
تأسست هذه الجائزة في عام 2007 من قبل وزيرة الخارجية الأمريكية السابقة كوندوليزا رايس  في اليوم العالمي للمرأة، والذي يتم الاحتفال السنوي به في 8 مارس من كل عام، في العديد من البلدان في جميع أنحاء العالم. سفارات الولايات المتحدة لها الحق في التوصية بامرأة واحدة كمرشح.

## الفائزات بالجائزة حسب العام

### 2007
- روث هالبرين كداري من إسرائيل[2]
- جينيفر لويز ويليامز من زيمبابوي[3]
- سيتي موسدا موليا من إندونيسيا[3]
- إلزي جوانالكسني من لاتفيا[3]
- سامية العمودي من السعودية[3]
- ماريا أحمد ديدي من جزر المالديف[3]
- سوزانا تريماركو من الأرجنتين[3]
- عزيزة صديقي من أفغانستان[3]
- سندس عباس من العراق[3]
- شذى عبد الرزاق عبوسي من العراق[3]
- ماري أكرمي من أفغانستان[3]
- غريس باداكا من الفلبين

### 2008
- ثريا باكزاد من أفغانستان[4]
- فيريسيلا بوادرومو من فيجي
- إيمان الجبوري من العراق
- فالديت إدريزي من كوسوفو
- بيغوم جان من باكستان
- نبال ثوابتة من السلطة الوطنية الفلسطينية
- سينثيا بندلين من باراغواي
- العبارة فرح إبراهيم من الصومال

### 2009
- موتبار تادجيبايفا من أوزبكستان[5][6]
- أمبيغا سرينيفاسان من ماليزيا
- وازهام فروغ من أفغانستان
- نورما كروز من غواتيمالا
- سعاد اللامي من العراق
- هاديزاتو ماني من النيجر
- فيرونيكا مارشينكو من روسيا
- ريم النميري من اليمن

### 2010
- شكرية أصيل من أفغانستان[7]
- شفيقة قرايشي من أفغانستان
- أندرولا هنريكيز من قبرص
- سونيا بيير من جمهورية الدومينيكان
- شادي صدر من إيران
- آن نجوغو من كينيا
- لي آي-ران من كوريا الجنوبية
- جانسيلا مجيد من سريلانكا
- ماري كلود نداف من سوريا
- جستينا مكوكو من زيمبابوي

### 2011
- ماريا بشير من أفغانستان[8]
- هنريت إيجوي إيبونجو من الكاميرون
- غوو جيامي من الصين
- إيفا أبو حلاوة من الأردن
- ماريسيلا موراليس من المكسيك
- أجنيس أوزتوليكان من المجر
- روزا أوتونباييفا من قيرغيزستان
- غلام صغرى من باكستان
- يواني سانشيز من كوبا
- ناستا بالازانكا من روسيا البيضاء

### 2012
- أنيسة أحمد من جزر المالديف[9]
- زين مار أونغ من بورما[9]
- سمر بدوي من السعودية[9]
- شاد بيجوم من باكستان[9]
- مريم دوراني  [لغات أخرى]‏ من أفغانستان[9]

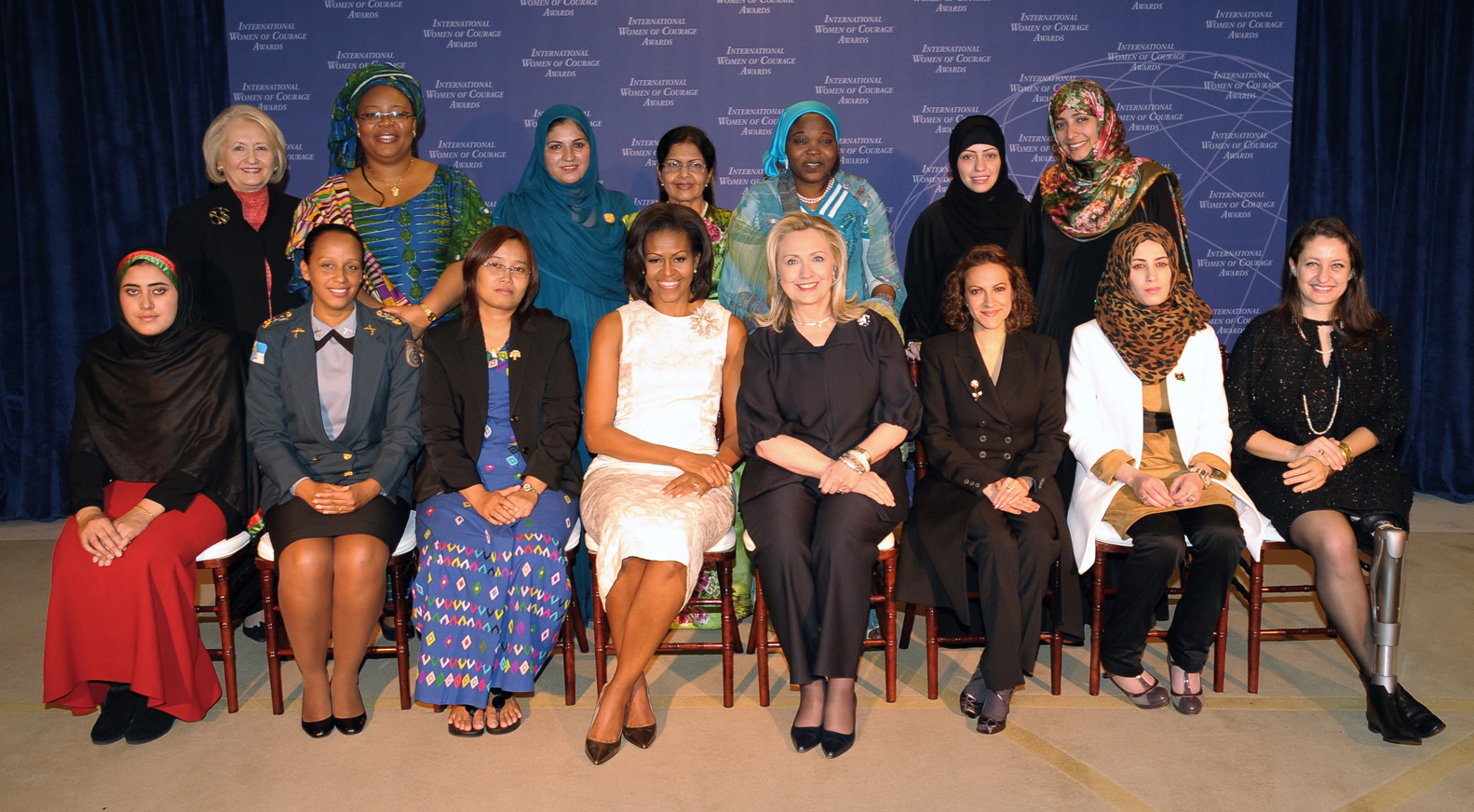
2012 International Women of Courage Awards, March 8, 2012.Back row, from left: Melanne Verveer (guest), ليما غبوي (guest), شاد بيجوم، أنيسة أحمد، حواء عبد الله محمد صالح، سمر بدوي، توكل كرمان (guest). Front row, from left: ، بريسيلا دي أوليفيرا أزيفيدو، زين مار أونغ، ميشيل أوباما، هيلاري كلينتون، جينيث بيدويا ليما، هناء الحبشي، شفق باوي

- بريسيلا دي أوليفيرا أزيفيدو من البرازيل[9]
- هناء الحبشي من ليبيا[9]
- جينيث بيدويا ليما من كولومبيا[9]
- شفق باوي من تركيا[9]
- حواء عبد الله محمد صالح من السودان[9]
- غابي كاليجا من مالطا[10]

### 2013
- ملالي باهادوري من أفغانستان[11][12]
- ووسر من الصين
- جولييتا كاستيلانوس من هندوراس
- جوسيفينا أوبياجولو أودوماكين من نيجيريا
- إلينا ميلاشينا من روسيا
- فارتوون عدن من الصومال
- رزان زيتونة من سوريا
- تافونغ تان من فيتنام

### 2014
- نسرين أورياخيل من أفغانستان[13]
- روشيكا ديو من فيجي
- روسودان غوتسيريدز من جورجيا
- إريس ياسمين باريوس أغويلار من غواتيمالا
- لاكسمي من الهند
- فاطيماتا توري من مالي
- مها المنيف من السعودية
- أوينخول بوبونازاروفا من طاجيكستان
- روسلانا من أوكرانيا
- بيتريس متيتوا من زيمبابوي

### 2015
- نيلوفر رحماني من أفغانستان[14]
- نادية شارمن من بنغلاديش[14]
- روسا جولييتا مونتانو سالفاتييرا من بوليفيا[14]
- ماي ساباي فيو من بورما[14]
- إميلي بيتريس إباي من جمهورية أفريقيا الوسطى[14]
- ماري كلير تشيكولا من غينيا[14]
- ساياكا أوساكابي من اليابان[14]
- أربانا كسارا من كوسوفو[14]
- تبسم عدنان من باكستان[14]
- مجد عزت الشربجي من سوريا[14]

### 2016
- سارة حسين من بنغلاديش[15]
- ديبرا بابتيست إسترادا من بليز[16]
- ني يولان من الصين[17]
- لطيفة ابن زياتن من المغرب وفرنسا[17]
- تيلما ألدانا من غواتيمالا[18]
- نغم نوزات من العراق[17][19]
- نيشا أيوب من ماليزيا[20]
- فاطيماتا مباي من موريتانيا[21]
- زانا نيمتسوفا من روسيا[17]
- زوزانا ستيفولوفا من سلوفاكيا[22]
- عوضية محمود من السودان[23]
- فيكي نتيتيما من تنزانيا
- رودجاريغ واتانابانيت من تايلاند[24]
- نهال ناجي علي العولقي من اليمن[25]

### 2017
- شارمن أكتر، ناشطة في الزواج القسري المبكر, بنغلاديش
- ماليبوجو موليفه، ناشطة في مجال حقوق الإنسان، بوتسوانا
- ناتاليا بونس دي ليون، رئيسة مؤسسة ناتاليا بونس دي ليون، كولومبيا
- ريبيكا كابوغو، ناشطة سياسية واجتماعية، جمهورية الكونغو الديمقراطية
- جنات الغزي، نائب مدير منظمة حرية المرأة في العراق
- إيشاتو عثمان إساكا، نائب مدير العمل الاجتماعي في المستشفى العسكري في نيامي، النيجر
- فيرونيكا سيموجون، مدير ومؤسس جمعية الأسرة للتغيير، بابوا غينيا الجديدة
- سيندي أرليت كونتريراس باوتيستا، المحامي وأيقونة لا امرأة واحدة أقل، بيرو
- سانديا إكنليغودا، ناشطة في مجال حقوق الإنسان، سيريلانكا
- كارولين طحان، عضو، بنات مريم أم المعونة (الراهبات السالزيانيات)، سوريا
- سعدت أوزكان، ناشطة تربوية وجنساني، تركيا
- نغوين نغوك نهو كوينه، مدونة وناشطة بيئية، فيتنام
- فادية نجيب ثابت، ناشطة في مجال حقوق الإنسان، اليمن

### 2018

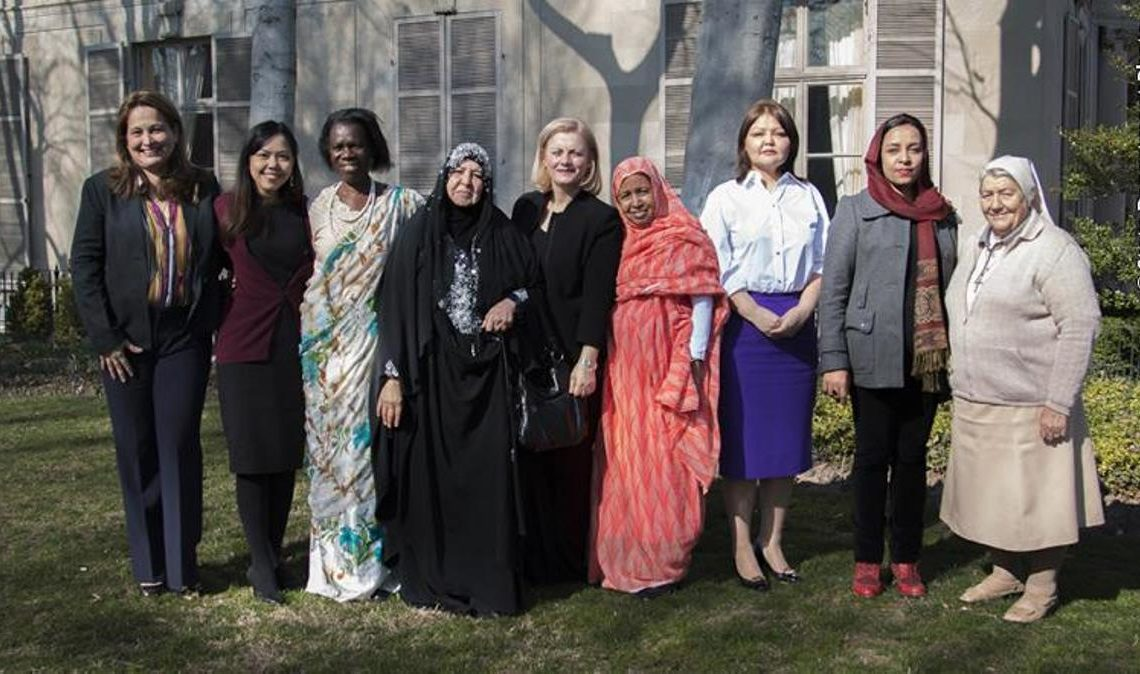
(nine of the ten) 2018 International Women of Courage Awardees. 1.Julissa Villanueva 2.Sirikan Charoensiri 3.Godelive Mukasarasi, 4. Aliyah Khalaf Saleh, 5. Feride Rushiti, 6. L’Malouma Said, 7. Aiman Umarova, 8 Roya Sadat, 9.Maria Elena Berini

- رويا السادات من أفغانستان [27]
- أورا إيلينا فارفان من غواتيمالا
- جوليسا فيلانويفا من هندوراس
- عالية خلف صالح من العراق
- ماريا إيلينا بيريني من إيطاليا
- إيمان عمروفا من كازاخستان
- فريدي روشيتي من كوسوفو
- معلومة سعيد بنت بلال من موريتانيا
- كودلف موكاساراسي من رواندا
- سيريكان كارونسيري من تايلاند

### 2019
- Marini De Livera of سريلانكا[29][30]
- راضية سلطانة (بنغلادش)
- ناو ك نياو باو (ميانمار)
- مؤمنة حسين درار (Djibouti)
- ماجي جبران (Egypt)
- خالدة خلف حنا الطوال (الأردن)
- Orla Treacy (ايرلندا)

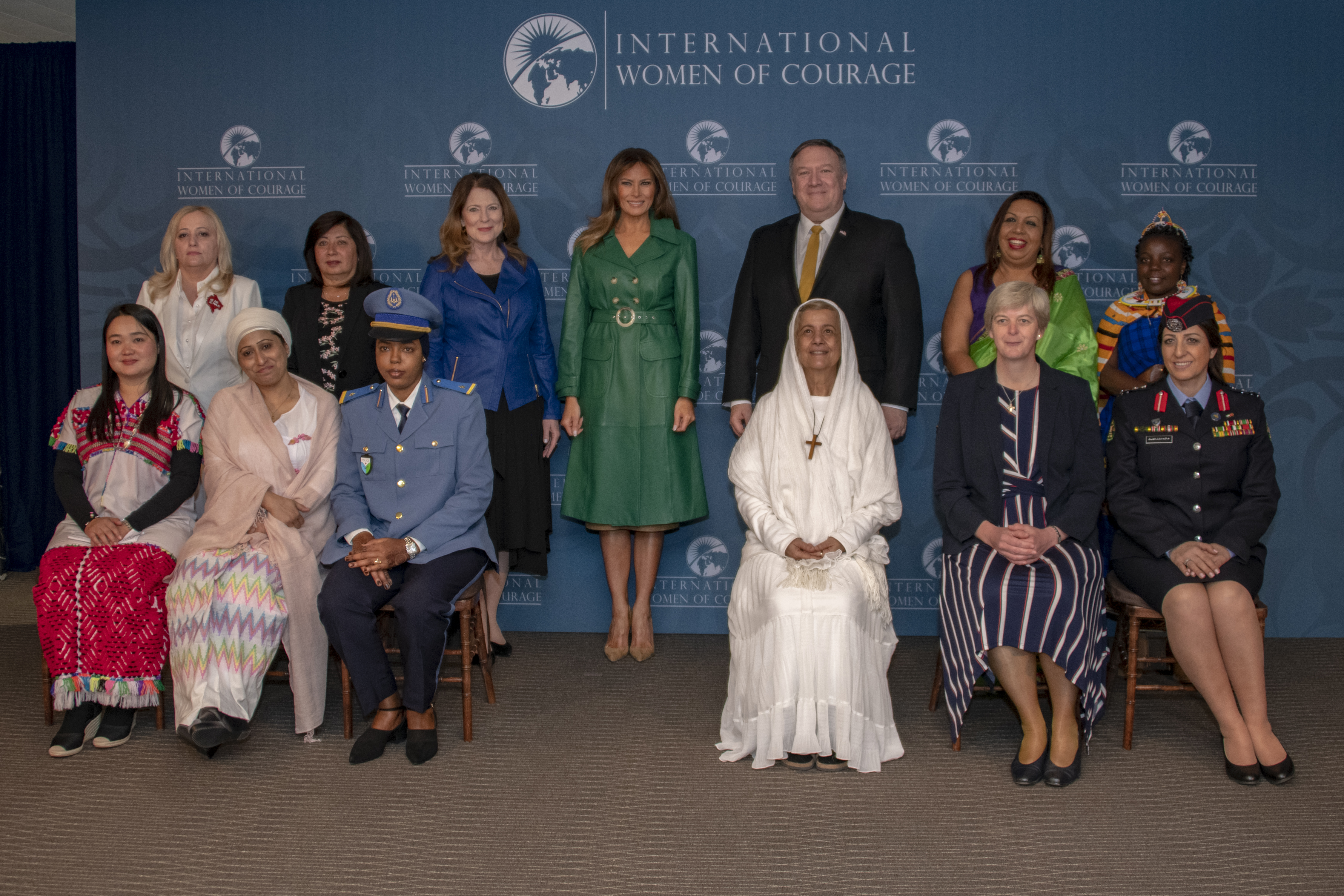
الفائزات في عام 2019

- Olivera Lakić (جمهورية الجبل الاسود)
- Flor de María Vega Zapata (البيرو)
- آنا الويس هينجا (تنزانيا)

.

### 2020
- ظريفة غفاري (أفغانستان)
- Lucy Kocharyan (أرمينيا)
- Shahla Humbatova (أذربيجان)
- Ximena Galarza (بوليفيا)
- Claire Ouedraogo (بوركينا فاسو)
- Sayragul Sauytbay (الصين)
- Susanna Liew (ماليزيا)
- Amaya Coppens (نيكاراغوا)
- Jalila Haider (الباكستان)
- أمينة خولاني (سوريا)

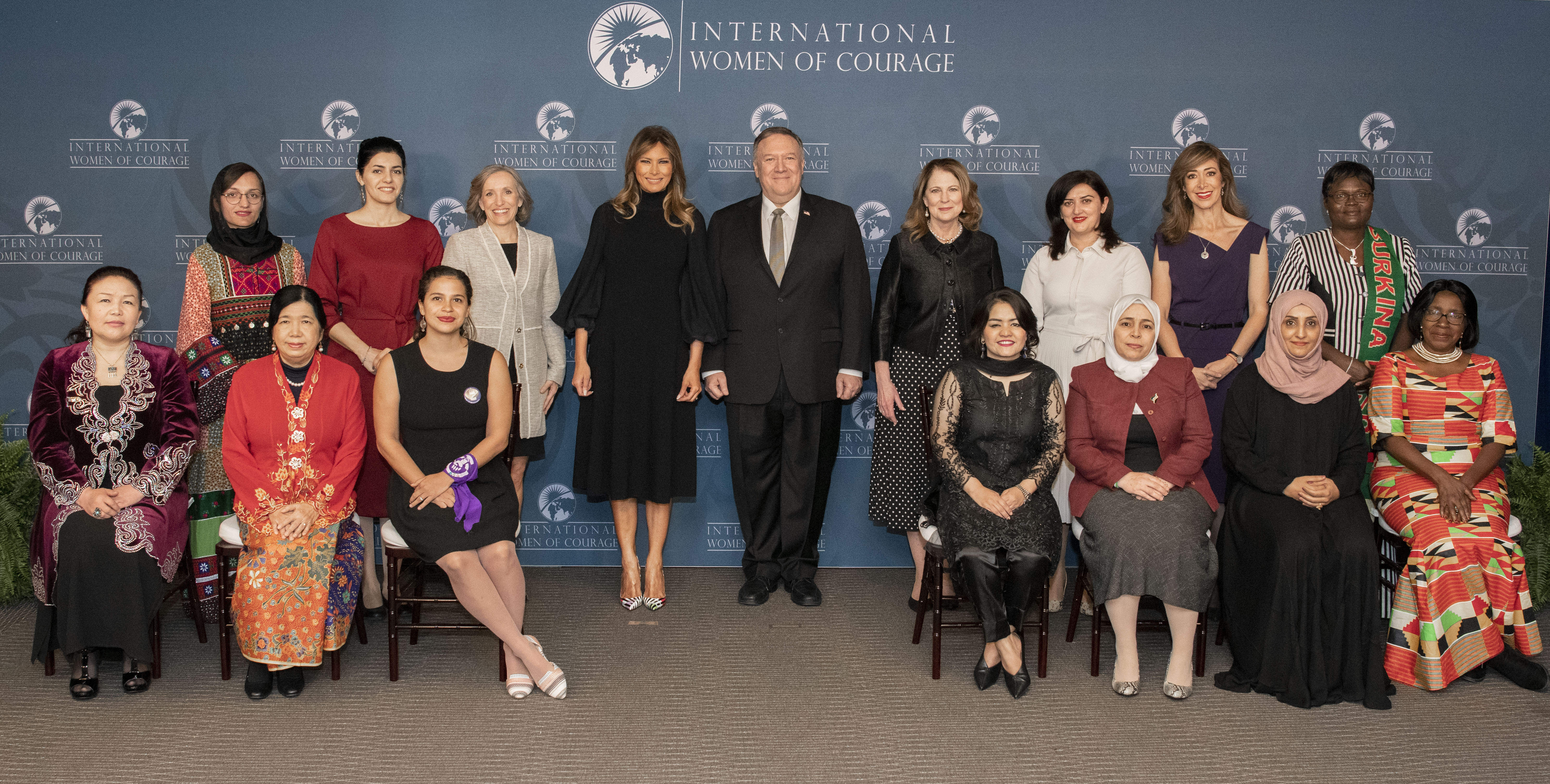
الفائزات في عام 2020

- ياسمين علي عبد ربة القاضي  [لغات أخرى]‏ (اليمن)
- Rita Nyampinga (زمبابوي)

### 2021
- ماريا كاليسينكافا (Belarus)
- فوي فوي أونج (Burma) (sic)
- Maximilienne C. Ngo Mbe (Cameroon)
- وانغ يو (China)
- Mayerlis Angarita (Colombia)
- Julienne Lusenge (DRC)
- Erika Aifan (Guatemala )
- Shohreh Bayat (Iran)
- Muskan Khatun (Nepal)
- Zahra Mohamed Ahmad (Somalia)
- Alicia Vacas Moro (Spain)
- Ranitha Gnanarajah (Sri Lanka)
- جنان جولوه (Turkey)
- آنا روزاريو كونتريراس (Venezuela)

### 2022
- طيف سامي محمد (العراق)

نجلاء المنقوش (ليبيا)

طيف سامي، وكيلة وزارة المالية العراقية

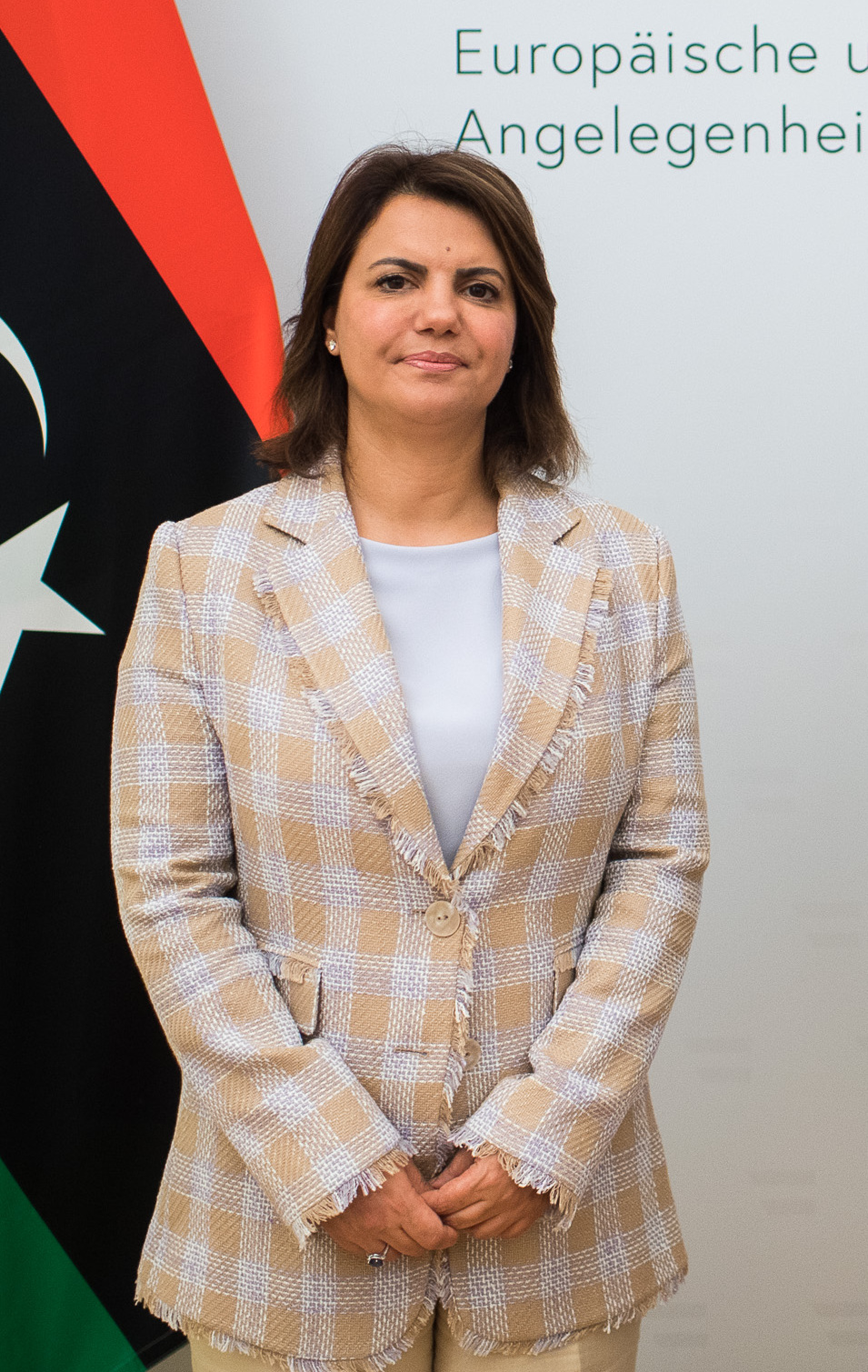
نجلاء الظنقوش، وزيرة الخارجية الليبية

في 03 مارس 2024، توجت المغربية رابحة الحيمر بـ"الجائزة الدولية للمرأة الشجاعة 2024"، بالبيت الأبيض، تم تسليم هذه الجائزة للسيدة الحيمر من طرف السيدة الأولى للولايات المتحدة، جيل بايدن، ووزير الخارجية الأمريكي، أنتوني بلينكن، خلال حفل تم تنظيمه بالبيت الأبيض وحضره، سفير المغرب بواشنطن، يوسف العمراني.

## وصلات خارجية
- Secretary's International Women of Courage Award
- 2010 International Women of Courage Awards, U.S. State Department photostream on Flickr
- 2011 International Women of Courage Awards, U.S. State Department photostream on Flickr